# Джудиче, Никколо дель
Никколо дель Джудиче (итал. Niccolò del Giudice; 16 июня 1660, Неаполь, Неаполитанское королевство — 30 января 1743, Рим, Папская область) — итальянский куриальный кардинал, доктор обоих прав. Префект Апостольского дворца с 7 мая 1715 по 6 июля 1725. Кардинал-дьякон с 11 июня 1725, с титулярной диаконией Санта-Мария-ад-Мартирес с 23 июля 1725 по 30 января 1743.